# Diskografie Avril Lavigne
Toto je seznam vydané diskografie kanadské zpěvačky Avril Lavigne.

## Alba

### Studiová alba
| Název               | Detaily o albu                                         | Umístění v hitparádách | Umístění v hitparádách | Umístění v hitparádách | Umístění v hitparádách | Umístění v hitparádách | Umístění v hitparádách | Umístění v hitparádách | Umístění v hitparádách | Umístění v hitparádách | Umístění v hitparádách | Prodeje                                                                                 | Certifikace |
| Název               | Detaily o albu                                         | CAN                    | AUS                    | AUT                    | GER                    | ITA                    | JPN                    | NZ                     | SWI                    | UK                     | US                     | Prodeje                                                                                 | Certifikace |
| ------------------- | ------------------------------------------------------ | ---------------------- | ---------------------- | ---------------------- | ---------------------- | ---------------------- | ---------------------- | ---------------------- | ---------------------- | ---------------------- | ---------------------- | --------------------------------------------------------------------------------------- | --- |
| Let Go              | - Vydáno: 4. června 2002 - Vydavatelství: Arista       | 1                      | 1                      | 2                      | 2                      | 6                      | 6                      | 1                      | 2                      | 1                      | 2                      | - Světově: 16,000,000 - CAN: 1,000,000 - JPN: 1,500,000 - UK: 1,711,088 - US: 6,900,000 | - MC: Diamond - ARIA: 7× Platinum - BPI: 6× Platinum - BVMI: 3× Gold - FIMI: Gold - IFPI AUT: Platinum - IFPI SWI: 2× Platinum - RIAA: 7× Platinum - RIAJ: Million - RMNZ: 5× Platinum |
| Under My Skin       | - Vydáno: 21. května 2004 - Vydavatelství: Arista      | 1                      | 1                      | 1                      | 1                      | 3                      | 1                      | 7                      | 2                      | 1                      | 1                      | - Světově: 10,000,000 - JPN: 924,000 - UK: 670,000 - US: 3,200,000                      | - MC: 5× Platinum - ARIA: Platinum - BPI: 2× Platinum - BVMI: Gold - IFPI AUT: Platinum - IFPI SWI: Platinum - RIAA: 3× Platinum - RIAJ: Million - RMNZ: Gold                          |
| The Best Damn Thing | - Vydáno: 13. dubna 2007 - Vydavatelství: RCA          | 1                      | 2                      | 1                      | 1                      | 1                      | 1                      | 2                      | 2                      | 1                      | 1                      | - Světově: 6,000,000 - JPN: 848,000 - UK: 452,672 - US: 1,700,000                       | - MC: 2× Platinum - ARIA: 2× Platinum - BPI: Platinum - BVMI: Platinum - IFPI AUT: Platinum - IFPI SWI: Platinum - RIAA: 2× Platinum - RIAJ: Million - RMNZ: Platinum                  |
| Goodbye Lullaby     | - Vydáno: 2. března 2011 - Vydavatelství: RCA          | 2                      | 1                      | 3                      | 4                      | 5                      | 2                      | 7                      | 2                      | 9                      | 4                      | - World: 1,500,000 - JPN: 530,000 - US: 394,000                                         | - MC: Platinum - ARIA: Gold - BPI: Gold - FIMI: Gold - RIAA: Gold - RIAJ: Platinum - RMNZ: Gold                                                                                        |
| Avril Lavigne       | - Vydáno: 1. listopadu 2013 - Vydavatelství: Epic      | 4                      | 7                      | 9                      | 15                     | 8                      | 2                      | 8                      | 8                      | 14                     | 5                      | - Světově: 650,000 - JPN: 210,000 - US: 165,000                                         | - MC: Platinum - BPI: Silver - RIAA: Gold - RIAJ: Gold |
| Head Above Water    | - Vydáno: 15. února 2019 - Vydavatelství: BMG          | 5                      | 9                      | 2                      | 3                      | 6                      | 7                      | 21                     | 4                      | 10                     | 13                     | - JPN: 42,424 - US: 24,000                                                              | |
| Love Sux            | - Vydáno: 25. února 2022 - Vydavatelství: Elektra, DTA | 3                      | 3                      | 3                      | 6                      | 22                     | 7                      | 19                     | 7                      | 3                      | 9                      | - JPN: 21,374 - US: 19,000                                                              | |

### Koncertní alba
| Název    | Detaily o albu                                      | Umístění v hitparádách | Umístění v hitparádách | Umístění v hitparádách | Umístění v hitparádách | Certifikace (DVD)                                           |
| Název    | Detaily o albu                                      | GER                    | ITA                    | POR                    | SWI                    | Certifikace (DVD)                                           |
| -------- | --------------------------------------------------- | ---------------------- | ---------------------- | ---------------------- | ---------------------- | ----------------------------------------------------------- |
| My World | - Vydáno: 3. listopadu 2003 - Vydavatelství: Arista | 46                     | 69                     | 23                     | 84                     | - MC: 7× Platinum - ARIA: Platinum - BPI: Gold - RIAJ: Gold |

### Kompilační alba
| Název                                                                                   | Detaily o albu                                     | Umístění v hitparádách | Umístění v hitparádách | Umístění v hitparádách | Umístění v hitparádách | Umístění v hitparádách | Umístění v hitparádách | Umístění v hitparádách | Umístění v hitparádách | Umístění v hitparádách | Umístění v hitparádách | Prodeje                           |
| Název                                                                                   | Detaily o albu                                     | CAN                    | AUS                    | AUT                    | GER                    | ITA                    | JPN                    | NZ                     | SWI                    | UK                     | US                     | Prodeje                           |
| --------------------------------------------------------------------------------------- | -------------------------------------------------- | ---------------------- | ---------------------- | ---------------------- | ---------------------- | ---------------------- | ---------------------- | ---------------------- | ---------------------- | ---------------------- | ---------------------- | --------------------------------- |
| B-Sides                                                                                 | - Vydáno: 2001 (Promo, fan-made)                   | —                      | —                      | —                      | —                      | —                      | —                      | —                      | —                      | —                      | —                      |                                   |
| 12" Masters: The Essential Mixes                                                        | - Vydáno: 17. září 2010 - Vydavatelství: Sony, RCA | —                      | —                      | —                      | —                      | 74                     | 33                     | —                      | —                      | —                      | —                      |                                   |
| Greatest Hits                                                                           | - Vydáno: 21. června 2024 - Vydavatelství: Legacy  | 59                     | 61                     | 11                     | 21                     | 64                     | 7                      | 39                     | 47                     | 33                     | 76                     | - JPN: 7,584 - JPN: 768 (digital) |
| "—" značí, že se nahrávka neumístila v hitparádách nebo v tomto území ani nebyla vydána |                                                    |                        |                        |                        |                        |                        |                        |                        |                        |                        |                        |                                   |

## Extended play
| Název                            | Detaily o extended play                                 |
| -------------------------------- | ------------------------------------------------------- |
| The Angus Drive                  | - Vydáno: 5. ledna 2003 - Vydavatelství: Arista         |
| Avril Lavigne: My World          | - Vydáno: 10. listopadu 2003 - Vydavatelství: Arista    |
| Avril Live - Try to Shut Me Up   | - Vydáno: 15. července 2003 - Vydavatelství: Arista     |
| Avril Live Acoustic              | - Vydáno: 1. července 2004 - Vydavatelství: Arista      |
| Walmart Soundcheck               | - Vydáno: 30. ledna 2007 - Vydavatelství: RCA           |
| Nissan Live Sets on Yahoo! Music | - Vydáno: 1. května 2007 - Vydavatelství: RCA           |
| MTV.com Live: Avril Lavigne      | - Vydáno: 25. března 2008 - Vydavatelství: Arista       |
| Control Room - Live EP           | - Vydáno: 14. května 2008 - Vydavatelství: RCA          |
| Spotify Singles                  | - Vydáno: 24. června 2022 - Vydavatelství: Elektra, DTA |

## Singly

### Jako hlavní umělkyně
| Název                                                                                   | Rok  | Umístění v hitparádách | Umístění v hitparádách | Umístění v hitparádách | Umístění v hitparádách | Umístění v hitparádách | Umístění v hitparádách | Umístění v hitparádách | Umístění v hitparádách | Umístění v hitparádách | Umístění v hitparádách | Prodeje                                            | Certifikace | Album                        |
| Název                                                                                   | Rok  | CAN                    | AUS                    | AUT                    | GER                    | ITA                    | JPN                    | NZ                     | SWI                    | UK                     | US                     | Prodeje                                            | Certifikace | Album                        |
| --------------------------------------------------------------------------------------- | ---- | ---------------------- | ---------------------- | ---------------------- | ---------------------- | ---------------------- | ---------------------- | ---------------------- | ---------------------- | ---------------------- | ---------------------- | -------------------------------------------------- | --- | ---------------------------- |
| "Complicated"                                                                           | 2002 | 1                      | 1                      | 2                      | 3                      | 2                      | —                      | 1                      | 2                      | 3                      | 2                      | - Světově: 6,000,000 - UK: 663,000 - US: 3,000,000 | - MC: 4× Platinum - ARIA: 2× Platinum - BPI: 2× Platinum - BVMI: Gold - FIMI: Platinum - IFPI AUT: Gold - IFPI SWI: Gold - RIAA: 4× Platinum - RIAJ: Gold - RMNZ: 3× Platinum | Let Go                       |
| "Sk8er Boi"                                                                             | 2002 | 29                     | 3                      | 7                      | 18                     | 8                      | —                      | 2                      | 17                     | 8                      | 10                     | - UK: 503,000 - US: 2,000,000                      | - MC: 3× Platinum - ARIA: Platinum - BPI: 2× Platinum - BVMI: Gold - RIAA: 3× Platinum - RMNZ: 2× Platinum                                                                    | Let Go                       |
| "I'm with You"                                                                          | 2002 | 18                     | —                      | 13                     | 13                     | 5                      | —                      | 5                      | 12                     | 7                      | 4                      | - UK: 290,000 - US: 1,000,000                      | - MC: Platinum - BPI: Platinum - RIAA: Platinum - RMNZ: Gold | Let Go                       |
| "Losing Grip"                                                                           | 2003 | —                      | 20                     | 40                     | 43                     | —                      | —                      | —                      | 49                     | 22                     | 64                     |                                                    | | Let Go                       |
| "Mobile"                                                                                | 2003 | —                      | —                      | —                      | —                      | —                      | —                      | 26                     | —                      | —                      | —                      |                                                    | | Let Go                       |
| "Don't Tell Me"                                                                         | 2004 | 5                      | 10                     | 12                     | 10                     | 4                      | 35                     | 15                     | 9                      | 5                      | 22                     |                                                    | - ARIA: Gold - RIAA: Gold | Under My Skin                |
| "My Happy Ending"                                                                       | 2004 | 11                     | 6                      | 8                      | 17                     | 7                      | 76                     | —                      | 23                     | 5                      | 9                      | - US: 1,200,000                                    | - MC: Platinum - ARIA: Gold - BPI: Silver - RIAA: 2× Platinum | Under My Skin                |
| "Nobody's Home"                                                                         | 2004 | 4                      | 24                     | 20                     | 29                     | —                      | 128                    | —                      | 35                     | 24                     | 41                     |                                                    | - MC: Gold - RIAA: Gold | Under My Skin                |
| "Nobody's Fool"                                                                         | 2005 | —                      | —                      | —                      | —                      | —                      | —                      | —                      | —                      | —                      | —                      |                                                    | | Let Go                       |
| "He Wasn't"                                                                             | 2005 | 75                     | 25                     | 35                     | 29                     | —                      | —                      | 38                     | 43                     | 23                     | —                      |                                                    | | Under My Skin                |
| "Fall to Pieces"                                                                        | 2005 | —                      | —                      | —                      | —                      | —                      | —                      | —                      | —                      | —                      | —                      |                                                    | | Under My Skin                |
| "Keep Holding On"                                                                       | 2006 | 14                     | —                      | —                      | —                      | 21                     | —                      | —                      | —                      | 141                    | 17                     | - US: 1,600,000                                    | - MC: Platinum - RIAA: Platinum | Eragon a The Best Damn Thing |
| "Girlfriend"                                                                            | 2007 | 1                      | 1                      | 1                      | 3                      | 1                      | 27                     | 1                      | 3                      | 2                      | 1                      | - Světově: 7,300,000 - UK: 535,000 - US: 3,800,000 | - MC: 4× Platinum - ARIA: 4× Platinum - BPI: Platinum - BVMI: Gold - IFPI AUT: Gold - RIAA: 7× Platinum - RIAJ: Million - RMNZ: Platinum                                      | The Best Damn Thing          |
| "When You're Gone"                                                                      | 2007 | 8                      | 4                      | 10                     | 17                     | 4                      | 83                     | 26                     | 14                     | 3                      | 24                     | - UK: 352,000 - US: 1,290,000                      | - MC: 2× Platinum - ARIA: Platinum - BPI: Gold - RIAA: 2× Platinum - RIAJ: Gold - RMNZ: Gold                                                                                  | The Best Damn Thing          |
| "Hot"                                                                                   | 2007 | 10                     | 14                     | 17                     | 26                     | —                      | 91                     | 30                     | 61                     | 30                     | 95                     | - US: 446,000                                      | - ARIA: Gold | The Best Damn Thing          |
| "The Best Damn Thing"                                                                   | 2008 | 76                     | —                      | 51                     | 64                     | —                      | —                      | —                      | —                      | —                      | —                      |                                                    | | The Best Damn Thing          |
| "Alice"                                                                                 | 2010 | 51                     | 39                     | 19                     | 27                     | 25                     | 4                      | —                      | 73                     | 59                     | 71                     | - US: 373,000                                      | - RIAJ: Gold | Almost Alice                 |
| "What the Hell"                                                                         | 2011 | 8                      | 6                      | 20                     | 21                     | 15                     | 2                      | 5                      | 18                     | 16                     | 11                     | - US: 2,100,000                                    | - MC: 4× Platinum - ARIA: 2× Platinum - BPI: Platinum - FIMI: Gold - RIAA: 4× Platinum - RIAJ: 2× Platinum - RMNZ: Platinum                                                   | Goodbye Lullaby              |
| "Smile"                                                                                 | 2011 | 59                     | 25                     | 37                     | 40                     | 97                     | 25                     | 30                     | —                      | 189                    | 68                     |                                                    | - ARIA: Platinum - RIAA: Platinum | Goodbye Lullaby              |
| "Wish You Were Here"                                                                    | 2011 | 64                     | —                      | —                      | —                      | 59                     | 90                     | —                      | —                      | —                      | 65                     |                                                    | | Goodbye Lullaby              |
| "Here's to Never Growing Up"                                                            | 2013 | 17                     | 15                     | 49                     | 60                     | 19                     | 8                      | 24                     | —                      | 14                     | 20                     | - US: 1,300,000                                    | - MC: 3× Platinum - ARIA: Platinum - BPI: Silver - RIAA: 2× Platinum - RMNZ: Gold                                                                                             | Avril Lavigne                |
| "Rock n Roll"                                                                           | 2013 | 37                     | 45                     | —                      | —                      | 46                     | 5                      | —                      | —                      | 68                     | 91                     |                                                    | - RIAJ: Gold - MC: Gold | Avril Lavigne                |
| "Let Me Go" (feat. Chad Kroeger)                                                        | 2013 | 12                     | 77                     | 32                     | 63                     | 41                     | —                      | —                      | 63                     | 66                     | 78                     |                                                    | - MC: Platinum | Avril Lavigne                |
| "Hello Kitty"                                                                           | 2014 | —                      | —                      | —                      | —                      | —                      | —                      | —                      | —                      | —                      | 75                     |                                                    | | Avril Lavigne                |
| "Give You What You Like"                                                                | 2015 | —                      | —                      | —                      | —                      | —                      | —                      | —                      | —                      | —                      | —                      |                                                    | | Avril Lavigne                |
| "Head Above Water"                                                                      | 2018 | 37                     | 75                     | 30                     | 69                     | 97                     | 42                     | —                      | 36                     | 84                     | 64                     |                                                    | - MC: 2× Platinum - RIAA: Platinum - RMNZ: Gold | Head Above Water             |
| "Tell Me It's Over"                                                                     | 2018 | —                      | —                      | —                      | —                      | —                      | —                      | —                      | —                      | —                      | —                      |                                                    | | Head Above Water             |
| "Dumb Blonde" (feat. Nicki Minaj)                                                       | 2019 | 92                     | —                      | —                      | —                      | —                      | —                      | —                      | —                      | —                      | —                      |                                                    | | Head Above Water             |
| "I Fell in Love with the Devil"                                                         | 2019 | —                      | —                      | —                      | —                      | —                      | —                      | —                      | —                      | —                      | —                      |                                                    | | Head Above Water             |
| "Bite Me"                                                                               | 2021 | 63                     | —                      | —                      | —                      | —                      | —                      | —                      | —                      | 61                     | —                      |                                                    | - MC: Gold | Love Sux                     |
| "Love It When You Hate Me" (feat. Blackbear)                                            | 2022 | 76                     | —                      | —                      | —                      | —                      | —                      | —                      | —                      | —                      | —                      |                                                    | | Love Sux                     |
| "I'm a Mess" (s Yungblud)                                                               | 2022 | —                      | —                      | —                      | —                      | —                      | —                      | —                      | —                      | —                      | —                      |                                                    | | Love Sux                     |
| "Fake as Hell" (s All Time Low)                                                         | 2023 | —                      | —                      | —                      | —                      | —                      | —                      | —                      | —                      | —                      | —                      |                                                    | | Singl bez alb                |
| "—" značí, že se nahrávka neumístila v hitparádách nebo v tomto území ani nebyla vydána |      |                        |                        |                        |                        |                        |                        |                        |                        |                        |                        |                                                    | |                              |

### Jako vedlejší umělkyně
| Název                                                                                   | Rok  | Umístění v hitparádách | Umístění v hitparádách | Umístění v hitparádách | Umístění v hitparádách | Umístění v hitparádách | Umístění v hitparádách | Album                        |
| Název                                                                                   | Rok  | CAN Dig.               | NZ Hot                 | UK Sales               | US Bub.                | US Cou.                | US Rock                | Album                        |
| --------------------------------------------------------------------------------------- | ---- | ---------------------- | ---------------------- | ---------------------- | ---------------------- | ---------------------- | ---------------------- | ---------------------------- |
| "Best Years of Our Lives" (Evan Taubenfeld feat. Avril Lavigne)                         | 2011 | —                      | —                      | —                      | —                      | —                      | —                      | Singl bez alb                |
| "Flames" (Mod Sun feat. Avril Lavigne)                                                  | 2021 | 50                     | 40                     | 74                     | —                      | —                      | 35                     | Internet Killed the Rockstar |
| "Can You Die from a Broken Heart" (Nate Smith feat. Avril Lavigne)                      | 2024 | 22                     | —                      | —                      | 2                      | 29                     | —                      | California Gold              |
| "—" značí, že se nahrávka neumístila v hitparádách nebo v tomto území ani nebyla vydána |      |                        |                        |                        |                        |                        |                        |                              |

### Promo singly
| Název                                                                                   | Rok  | Umístění v hitparádách | Umístění v hitparádách | Umístění v hitparádách | Umístění v hitparádách | Umístění v hitparádách | Umístění v hitparádách | Certifikace  | Album                     |
| Název                                                                                   | Rok  | CAN                    | JPN Hot                | KOR                    | NZ Hot                 | US Dance Elec.         | US Rock                | Certifikace  | Album                     |
| --------------------------------------------------------------------------------------- | ---- | ---------------------- | ---------------------- | ---------------------- | ---------------------- | ---------------------- | ---------------------- | ------------ | ------------------------- |
| "Basket Case"                                                                           | 2003 | —                      | —                      | —                      | —                      | —                      | —                      |              | My World                  |
| "Knockin' on Heaven's Door"                                                             | 2003 | —                      | —                      | —                      | —                      | —                      | —                      |              | My World                  |
| "Unwanted"                                                                              | 2003 | —                      | —                      | —                      | —                      | —                      | —                      |              | Let Go                    |
| "I Always Get What I Want"                                                              | 2004 | —                      | —                      | —                      | —                      | —                      | —                      |              | Under My Skin             |
| "Take Me Away"                                                                          | 2004 | —                      | —                      | —                      | —                      | —                      | —                      |              | Under My Skin             |
| "O Holy Night" (s Chantal Kreviazuk)                                                    | 2004 | —                      | —                      | —                      | —                      | —                      | —                      |              | Maybe This Christmas Too? |
| "I Will Be"                                                                             | 2007 | —                      | —                      | —                      | —                      | —                      | —                      |              | The Best Damn Thing       |
| "Push"                                                                                  | 2012 | —                      | 35                     | 191                    | —                      | —                      | —                      |              | Goodbye Lullaby           |
| "Bad Reputation"                                                                        | 2012 | —                      | 8                      | —                      | —                      | —                      | —                      | - RIAJ: Gold | One Piece Film: Z         |
| "How You Remind Me"                                                                     | 2012 | —                      | —                      | —                      | —                      | —                      | —                      |              | One Piece Film: Z         |
| "Baby It's Cold Outside" (s Jonny Blu)                                                  | 2017 | —                      | —                      | —                      | —                      | —                      | —                      |              | Promo singl bez alb       |
| "Bois Lie" (feat. Machine Gun Kelly)                                                    | 2022 | 85                     | —                      | —                      | 15                     | —                      | 22                     |              | Love Sux                  |
| "Eyes Wide Shut" (s Illenium a Travis Barker)                                           | 2023 | —                      | —                      | —                      | 24                     | 9                      | 27                     |              | Illenium                  |
| "Bulletproof" (Nate Smith feat. Avril Lavigne)                                          | 2024 | —                      | —                      | —                      | —                      | —                      | —                      |              | Promo singl bez alb       |
| "—" značí, že se nahrávka neumístila v hitparádách nebo v tomto území ani nebyla vydána |      |                        |                        |                        |                        |                        |                        |              |                           |

### Charitativní singly
| Název                                                                                                 | Rok  | Umístění v hitparádách | Umístění v hitparádách | Umístění v hitparádách | Certifikace       |
| Název                                                                                                 | Rok  | CAN                    | UK                     | US Dig.                | Certifikace       |
| --- | ---- | ---------------------- | ---------------------- | ---------------------- | ----------------- |
| "Wavin' Flag" (jako Young Artists for Haiti)                                                          | 2010 | 1                      | 89                     | —                      | - MC: 3× Platinum |
| "Fly"                                                                                                 | 2015 | 92                     | —                      | —                      |                   |
| "Right Where I'm Supposed to Be" (s Ryan Tedder, Luis Fonsi, Hussain Al Jassmi, Assala a Tamer Hosny) | 2019 | —                      | —                      | —                      |                   |
| "We Are Warriors"                                                                                     | 2020 | —                      | —                      | 24                     |                   |
| "Lean on Me" (jako ArtistsCAN)                                                                        | 2020 | 13                     | —                      | —                      |                   |
| "—" značí, že se nahrávka neumístila v hitparádách nebo v tomto území ani nebyla vydána               |      |                        |                        |                        |                   |

## Další umístěné písně
| Název | Rok  | Umístění v hitparádách | Umístění v hitparádách | Umístění v hitparádách | Umístění v hitparádách | Umístění v hitparádách | Umístění v hitparádách | Umístění v hitparádách | Umístění v hitparádách | Album                    |
| Název | Rok  | CAN                    | CAN AC                 | CAN Hot AC             | KOR                    | UK                     | US Bub.                | US Pop 100             | US Rock                | Album                    |
| --- | ---- | ---------------------- | ---------------------- | ---------------------- | ---------------------- | ---------------------- | ---------------------- | ---------------------- | ---------------------- | ------------------------ |
| "Runaway" | 2007 | —                      | —                      | —                      | —                      | —                      | 11                     | 94                     | —                      | The Best Damn Thing      |
| "Innocence" | 2007 | 59                     | 25                     | 14                     | —                      | 190                    | 16                     | —                      | —                      | The Best Damn Thing      |
| "Black Star" | 2011 | —                      | —                      | —                      | —                      | —                      | —                      | *                      | —                      | Goodbye Lullaby          |
| "Stop Standing There" | 2011 | —                      | —                      | —                      | —                      | —                      | —                      | *                      | —                      | Goodbye Lullaby          |
| "I Love You" | 2011 | —                      | —                      | —                      | —                      | —                      | —                      | *                      | —                      | Goodbye Lullaby          |
| "Everybody Hurts" | 2011 | —                      | —                      | —                      | —                      | —                      | —                      | *                      | —                      | Goodbye Lullaby          |
| "Not Enough" | 2011 | —                      | —                      | —                      | —                      | —                      | —                      | *                      | —                      | Goodbye Lullaby          |
| "4 Real" | 2011 | —                      | —                      | —                      | —                      | —                      | —                      | *                      | —                      | Goodbye Lullaby          |
| "Darlin" | 2011 | —                      | —                      | —                      | —                      | —                      | —                      | *                      | —                      | Goodbye Lullaby          |
| "Remember When" | 2011 | —                      | —                      | —                      | —                      | —                      | —                      | *                      | —                      | Goodbye Lullaby          |
| "Goodbye" | 2011 | —                      | —                      | —                      | —                      | —                      | —                      | *                      | —                      | Goodbye Lullaby          |
| "17" | 2013 | —                      | —                      | —                      | 82                     | —                      | —                      | *                      | —                      | Avril Lavigne            |
| "Bitchin' Summer" | 2013 | —                      | —                      | —                      | 170                    | —                      | —                      | *                      | —                      | Avril Lavigne            |
| "Bad Girl" (feat. Marilyn Manson)                                                                                            | 2013 | 88                     | —                      | —                      | —                      | —                      | —                      | *                      | —                      | Avril Lavigne            |
| "You Ain't Seen Nothin' Yet"                                                                                                 | 2013 | —                      | —                      | —                      | —                      | —                      | —                      | *                      | —                      | Avril Lavigne            |
| "Sippin' on Sunshine" | 2013 | —                      | —                      | —                      | —                      | —                      | —                      | *                      | —                      | Avril Lavigne            |
| "Hello Heartache" | 2013 | —                      | —                      | —                      | —                      | —                      | —                      | *                      | —                      | Avril Lavigne            |
| "Falling Fast" | 2013 | —                      | —                      | —                      | —                      | —                      | —                      | *                      | —                      | Avril Lavigne            |
| "Hush Hush" | 2013 | —                      | —                      | —                      | —                      | —                      | —                      | *                      | —                      | Avril Lavigne            |
| "Grow" (s Willow feat. Travis Barker)                                                                                        | 2021 | —                      | —                      | —                      | —                      | —                      | —                      | *                      | 46                     | Lately I Feel Everything |
| "—" značí, že se nahrávka neumístila v hitparádách nebo v tomto území ani nebyla vydána "*" značí, že nahrávka byla ukončena |      |                        |                        |                        |                        |                        |                        |                        |                        |                          |

## Videografie

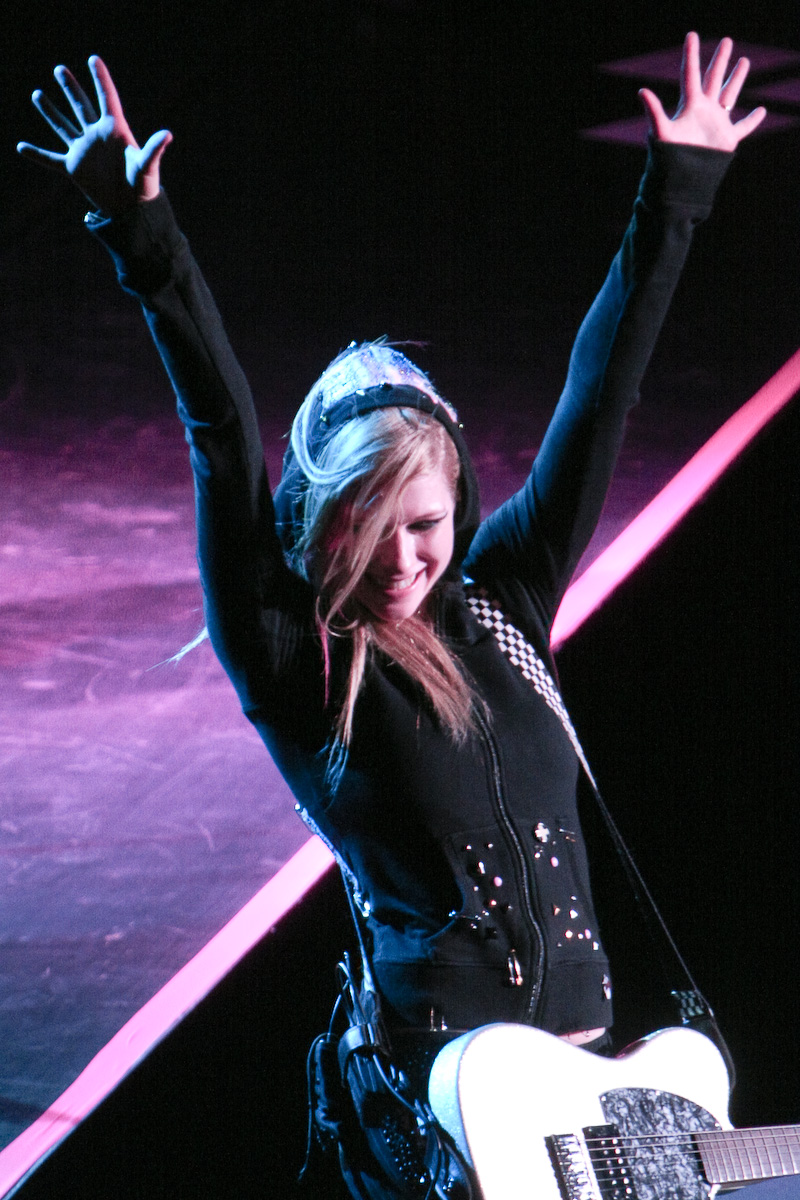
Avril Lavigne na její The Best Damn World Tour v Pekingu v Číně v říjnu 2008.

### Video alba
| Název                               | Detaily o albu                                       | Certifikace (DVD) |
| ----------------------------------- | ---------------------------------------------------- | ----------------- |
| My Favorite Videos (So Far)         | - Vydáno: 2004 - Vydvatelství: Arista                |                   |
| Bonez Tour 2005: Live at Budokan    | - Vydáno: 7. prosince 2005 - Vydvatelství: BMG Japan | - RIAJ: Gold      |
| The Best Damn Tour: Live in Toronto | - Vydáno: 9. září 2008 - Vydvatelství: RCA           | - MC: Gold        |

### Videoklipy
| Název                             | Rok                  | Další umělec            | Režisér                   |
| Jako hlavní umělkyně              | Jako hlavní umělkyně | Jako hlavní umělkyně    | Jako hlavní umělkyně      |
| --------------------------------- | -------------------- | ----------------------- | ------------------------- |
| "Complicated"                     | 2002                 | žádné                   | The Malloys               |
| "Sk8er Boi"                       | 2002                 | žádné                   | Francis Lawrence          |
| "I'm with You"                    | 2002                 | žádné                   | David LaChapelle          |
| "Losing Grip"                     | 2003                 | žádné                   | Liz Friedlander           |
| "Mobile"                          | 2003                 | žádné                   | neznámé                   |
| "Knockin' on Heaven's Door"       | 2003                 | žádné                   | Marc Lostracco            |
| "Don't Tell Me"                   | 2004                 | žádné                   | Liz Friedlander           |
| "My Happy Ending"                 | 2004                 | žádné                   | Meiert Avis               |
| "Nobody's Home"                   | 2004                 | žádné                   | Diane Martel              |
| "SpongeBob SquarePants Theme"     | 2004                 | žádné                   | neznámé                   |
| "He Wasn't"                       | 2005                 | žádné                   | The Malloys               |
| "Girlfriend"                      | 2007                 | žádné                   | The Malloys               |
| "When You're Gone"                | 2007                 | žádné                   | Marc Klasfeld             |
| "Girlfriend" (Dr. Luke remix)     | 2007                 | Lil' Mama               | R. Malcolm Jones          |
| "Hot"                             | 2007                 | žádné                   | Matthew Rolston           |
| "The Best Damn Thing"             | 2008                 | žádné                   | Wayne Isham               |
| "Alice"                           | 2010                 | žádné                   | Dave Meyers               |
| "What the Hell"                   | 2011                 | žádné                   | Marcus Raboy              |
| "Smile"                           | 2011                 | žádné                   | Shane Drake               |
| "Wish You Were Here"              | 2011                 | žádné                   | Dave Meyers               |
| "Goodbye"                         | 2012                 | žádné                   | Mark Liddell              |
| "Here's to Never Growing Up"      | 2013                 | žádné                   | Robert Hales              |
| "Rock n Roll"                     | 2013                 | žádné                   | Chris Marrs Piliero       |
| "Let Me Go"                       | 2013                 | Chad Kroeger            | Christopher Sims          |
| "Hello Kitty"                     | 2014                 | žádné                   | Hisashi Kikuchi           |
| "Give You What You Like"          | 2015                 | žádné                   | neznámé                   |
| "Fly"                             | 2015                 | žádné                   | Avril Lavigne Robb Dipple |
| "Head Above Water"                | 2018                 | žádné                   | Elliott Lester            |
| "Tell Me It's Over"               | 2018                 | žádné                   | Erica Silverman           |
| "I Fell in Love with the Devil"   | 2019                 | žádné                   | Elliott Lester            |
| "We Are Warriors"                 | 2020                 | žádné                   | neznámé                   |
| "Grow"                            | 2021                 | Willow Travis Barker    | Dana Trippe               |
| "Bite Me"                         | 2021                 | žádné                   | Hannah Lux Davis          |
| "Bite Me" (acoustic)              | 2021                 | žádné                   | Mod Sun                   |
| "Love It When You Hate Me"        | 2022                 | Blackbear               | Audrey Ellis Fox          |
| "Bois Lie"                        | 2022                 | Machine Gun Kelly       | Nathan James              |
| "I'm a Mess"                      | 2022                 | Yungblud                | P. Tracy                  |
| Jako vedlejší umělkyně            |                      |                         |                           |
| "Wavin' Flag"                     | 2010                 | Young Artists for Haiti | Dave Russell              |
| "Lean on Me"                      | 2020                 | ArtistsCAN              | neznámé                   |
| "Flames"                          | 2021                 | Mod Sun                 | Mod Sun Charlie Zwick     |
| "Flames" (acoustic)               | 2021                 | Mod Sun                 | Sam Cahil                 |
| "Can You Die from a Broken Heart" | 2024                 | Nate Smith              | žádné                     |
| Spolu umělkyně                    |                      |                         |                           |
| "Hundred Million"                 | 2002                 | Treble Charger          | Wendy Morgan              |
| "Bethamphetamine (Pretty Pretty)" | 2006                 | Butch Walker            | Moh Azima                 |
| "Cheers (Drink to That)"          | 2011                 | Rihanna                 | Evan Rogers               |
| "Down"                            | 2021                 | Mod Sun Travis Barker   | Louie Torrellas           |